# Nagłe zatrzymanie krążenia
Nagłe zatrzymanie krążenia, NZK (łac. cessatio circulationis) – nagły stan chorobowy, w którym dochodzi do zatrzymania czynności mechanicznej serca, powodującego ustanie krążenia krwi. Następuje wtórne zatrzymanie oddechu i w konsekwencji dochodzi do nieodwracalnego uszkodzenia mózgu. Właściwym postępowaniem po rozpoznaniu NZK jest rozpoczęcie resuscytacji.

## Przyczyny
- zawał mięśnia sercowego i inne ostre zespoły wieńcowe
- zaburzenia rytmu serca
  - migotanie komór
  - częstoskurcz komorowy bez tętna
- zator tętnicy płucnej
- zatrucie/przedawkowanie leków
- hipoksja
- kwasica
- zaburzenia  elektrolitowe
  - hipokalcemia
  - hiperkaliemia lub hipokaliemia
- hipotermia lub hipertermia
- odma opłucnowa
- tamponada serca

Niektóre przyczyny (tzw. 4H i 4T) prowadzą do utraty tętna przy zachowaniu aktywności elektrycznej.

## Mechanizmy zatrzymania
- migotanie komór – jest to niesynchroniczna praca komórek mięśnia sercowego, depolaryzacja zachodzi w różnym czasie; w zapisie EKG brak wyodrębnionych zespołów QRS
- częstoskurcz komorowy – bez tętna; w zapisie EKG wysokie zespoły QRS, czasem ostre
- asystolia – brak czynności elektrycznej (i, co za tym idzie, mechanicznej) w mięśniu sercowym; w zapisie EKG linia zbliżona do linii izoelektrycznej
- rozkojarzenie elektromechaniczne – obecna czynność elektryczna serca (zapis EKG inny niż asystolia i migotanie komór), ale brak czynności mechanicznej (aktywność elektryczna bez tętna)

## Objawy
Nagłe zatrzymanie krążenia rozpoznaje się po sprawdzeniu dwóch najważniejszych objawów (oba one muszą wystąpić):
- utrata świadomości – poszkodowany nie reaguje na bodźce (dotyk i głos)
- brak oddechu lub oddech nieprawidłowy - mniej niż 2 oddechy w 10 sekund

Dodatkowo, dla osób z wykształceniem medycznym do potwierdzenia NZK stosuje się trzeci objaw:
- brak tętna na dużych tętnicach – kontrola tętna na tętnicy szyjnej zewnętrznej lub udowej przez 10 sekund

Objawy późne (jeśli nie podjęto natychmiastowych działań resuscytacyjnych):
- sinica dystalnych części ciała
- szerokie źrenice (niereagujące na światło)
- bladość, plamy opadowe

## Postępowanie

### Podstawowe czynności resuscytacyjne
- A (ang. airways) – udrożnienie dróg oddechowych: usunięcie z jamy ustnej śluzu i ciał obcych oraz odgięcie głowy do tyłu i wysunięcie żuchwy
- B (ang. breathing) – wentylacja płuc: sztuczny oddech usta-usta lub usta-nos
- C (ang. circulation) – zewnętrzny (pośredni) masaż serca: rytmiczne uciskanie mostka dwoma rękami ułożonymi dłoń na dłoń na głębokość 5 cm (u dorosłych) w linii środkowej ciała, na środku klatki piersiowej [dolna połowa mostka].

1. W przypadku braku reakcji ratownik ma (po udrożnieniu dróg oddechowych przez odchylenie głowy do tyłu) stwierdzić – w czasie do 10 sekund – wzrokiem, słuchem i dotykiem, czy pojawiają się prawidłowe oddechy, kaszel lub ruchy pacjenta świadczące o zachowanej czynności serca.
2. Po stwierdzeniu braku reakcji oraz braku oddechu należy wezwać pogotowie (999 lub 112), po czym trzydzieści razy ucisnąć środek klatki piersiowej (dolna połowa mostka), a następnie wykonać dwa wdechy ratownicze (niedoświadczony ratownik może pominąć wdechy ratownicze)[3].
3. Sekwencję trzydziestu ucisków i dwóch wdechów należy powtarzać do przywrócenia spontanicznego oddechu, zmęczenia ratującego lub do przyjazdu wykwalifikowanej pomocy.
4. Resuscytację krążeniowo-oddechową rozpoczyna się od 5 wdechów ratowniczych z następczym masażem serca w czterech przypadkach NZK: u dziecka, u topielca, u wisielca, u zasypanego (śniegiem, ziemią itp.).

Ważne jest, aby w trakcie resuscytacji krążeniowo-oddechowej (RKO) starać się wykryć i leczyć (jeśli to możliwe) potencjalnie usuwalne przyczyny nagłego zatrzymania krążenia.
Jeżeli podstawowe zabiegi resuscytacyjne były wykonywane przez przynajmniej dwie minuty bez pozytywnego skutku, a jest dostęp do defibrylatora automatycznego (AED), przykleja się trzy elektrody do klatki piersiowej z monitora defibrylatora, sprawdza rytm i przechodzi do dalszego postępowania.
Prowadzone są testy zastosowania dronów do szybkiego dostarczania defibrylatora typu AED (automated external defibrillator) do pacjenta z nagłym zatrzymaniem akcji serca.

## Dalsze postępowanie
Po stwierdzeniu rytmu do defibrylacji (migotanie komór lub częstoskurcz komorowy bez tętna):
- wykonuje się defibrylację
- kontynuuje się rozpoczętą resuscytację krążeniowo-oddechową w sekwencji trzydziestu uciśnięć i dwóch wdechów przez dwie minuty
- co dwie minuty sprawdza się rytm
- w razie potrzeby wykonuje się kolejne defibrylacje i kontynuuje resuscytację według podanego schematu
- po trzeciej defibrylacji podaje się 1 mg adrenaliny dożylnie, powtarza 1 mg adrenaliny co 3–5 minut; amiodaron w dawce 300 mg również podaje się po trzeciej defibrylacji[5]
- po piątej defibrylacji podaje się 150 mg amiodaronu[6]
- Poszukuje się odwracalnych przyczyn NZK
- wyżej wymieniony cykl postępowania powtarza się, jeśli nie dojdzie do przywrócenia krążenia (obecny puls).

Po stwierdzeniu rytmu nie do defibrylacji (asystolia lub aktywność elektryczna bez tętna):
- podaje się 1 mg adrenaliny dożylnie i powtarza podawanie 1 mg co 3–5 minut
- kontynuuje się resuscytację krążeniowo-oddechową w sekwencji trzydziestu uciśnięć mostka i dwóch wdechów
- ocenia się rytm co dwie minuty
- nie zaleca się rutynowo podawania atropiny[5].

Po 20–25 minutach od zatrzymania krążenia lub przy ciężkiej kwasicy i niektórych zatruciach lekami podaje się 8,4% roztwór wodorowęglanu sodu w dawce 1 mEq/kg masy ciała.
Zaprzestanie resuscytacji następuje po 30–45 minutach, jeśli NZK trwało powyżej sześciu minut przed rozpoczęciem RKO. Czas trwania zabiegów resuscytacyjnych należy przedłużyć do 45–60 min w wypadku utonięcia, w hipotermii i przy zatruciach lekowych. Zalecenia te dotyczą osób wyłącznie z wykształceniem medycznym. Osoby bez wymaganego wykształcenia wykonują resuscytację do czasu przybycia pomocy specjalistycznej lub do własnego wyczerpania, bez względu na czas, jaki upłynął od nagłego zatrzymania krążenia. 
Kryteria stwierdzania nieodwracalnego zatrzymania krążenia stanowi obwieszczenie Ministra Zdrowia, określające RKO za nieskuteczne po upływie ostatnich 20 minut resuscytacji w rytmie asystolii w przypadku dorosłych oraz 45 minut w przypadku dzieci w wieku poniżej 2 lat, z zachowaniem 5-minutowego okresu obserwacji po nieskutecznej RKO w obu przypadkach.

## Klasyfikacja ICD10
| kod ICD10     | nazwa choroby                                  |
| ------------- | ---------------------------------------------- |
| ICD-10: I46   | Nagłe zatrzymanie krążenia                     |
| ICD-10: I46.0 | Zatrzymanie krążenia ze skuteczną resuscytacją |
| ICD-10: I46.1 | Nagła śmierć sercowa, tak opisana              |
| ICD-10: I46.9 | Zatrzymanie krążenia nieokreślone              |